# Động đất Imaichi 1949
Động đất Imaichi 1949 (今市地震) là trận động đất xảy ra vào lúc 8:24 (JST), ngày 26 tháng 12 năm 1949. Trận động đất có cường độ 6,4 MJMA, tâm chấn độ sâu khoảng 8 km. Hậu quả trận động đất đã làm 10 người chết, 163 người bị thương.